# Malma–Haggårdens Järnväg
Malma-Haggårdens Järnväg (MHJ) var en smalspårig (600 mm), 2,1 kilometer lång järnväg i Skaraborgs län mellan Kinnemalma station vid Västergötland-Göteborgs Järnvägar och kalkbrottet Haggården vid Kinnekulle.
Koncessionen för järnvägen erhölls den 31 december 1907. Byggandet påbörjades 1908 och var färdigt 1909, förutom lastanordningarna vid Kinnemala station. Järnvägen byggdes och drevs av enskilda personer och öppnade för godstrafik 15 mars 1910. Byggkostnaden 1910 var 36 000 kronor för banan, medan lok och vagnar kostade 12 000 kronor Ett smalspårigt ånglok köptes 1908 från Orenstein & Koppel och fanns kvar på banan tills det skrotades 1956.
En undersökning utfördes beträffande ombyggnad av banan till 891 mm spårvidd och en samtidig förlängning till Ödbogården med ett bispår till AB Kinnekulle Kalks anläggningar men någon sådan ombyggnad skedde aldrig.
Trafiken upphörde den 1 maj 1955 och banan blev officiellt nedlagd den 1 november 1956.

## Källhänvisningar
1. 1 2  Nordisk familjebok 1912 Malma-Haggårdens Järnväg
2. ↑  ”SVERIGES OFFICIELLA STATISTIK ALLMÄN SVENSK JÄRNVÄGSSTATISTIK 1910”. Arkiverad från originalet den 3 november 2012. https://web.archive.org/web/20121103141759/http://www.scb.se/Grupp/Hitta_statistik/Historisk_statistik/_Dokument/BISOS%20S/Allmanna%20arbeten%20S%20Historisk%20statistik%201900-talet%201910.pdf. Läst 30 juli 2012.
3. ↑  SVERIGES OFFICIELLA STATISTIK VÄG- OCH VATTENBYGGNADSSTYRELSENS 1909
4. ↑  www.johnbergman.se ORENSTEIN & KOPPEL, Berlin (OK)
5. ↑  Statens järnvägars ritningssamling vid Järnvägsmuseet 0561:00004-00007
6. ↑  Historiskt om Svenska Järnvägar, Järnvägar i historien 1955